# Bank Centralny Malty
Bank Centralny Malty (ang. Central Bank of Malta, malt. Bank Ċentrali ta’ Malta) – państwowa instytucja bankowa odpowiedzialna za funkcjonowanie systemu bankowego oraz politykę finansową Republiki Malty. Do najważniejszych kompetencji banku należą dbałość o stabilność cen, wdrażanie wspólnej polityki monetarnej i zapewnianie usług bankowych dla rządu Malty i maltańskiego systemu bankowego.
Pracami banku kieruje siedmioosobowa rada dyrektorów, której szefuje przewodniczący, będący jednocześnie naczelnikiem banku (ang. governor).

## Historia
Bank Centralny Malty powołano do życia 17 kwietnia 1968, wkrótce po ogłoszeniu przez Maltę niepodległości, w oparciu o osobną ustawę o banku centralnym przyjętą 11 listopada 1967. Pomocą organizacyjną w najwcześniejszym okresie służył Bank Anglii (pełniący funkcję banku centralnego dla Malty do czasu ogłoszenia niepodległości przez wyspę) oraz Międzynarodowy Fundusz Walutowy. Pierwszym przewodniczącym rady dyrektorów banku został Philip L. Hogg, wysoki urzędnik Bank of England. We wrześniu 1969 funt maltański zastąpił w obiegu funta brytyjskiego i bank przejął od Banku Anglii rolę emitenta waluty dla terytorium Malty.
Od tego czasu bank stopniowo rozwijał swoje kompetencje w zakresie wprowadzania wymienialności walut, zarządzania rezerwami walutowymi państwa, nadzoru nad systemem bankowym kraju i usługami bankowymi dla rządu, przedsiębiorstw, sektora publicznego i innych banków komercyjnych. W początkowym okresie zadania Banku Centralnego Malty były ułatwione, bowiem do 1972 roku funt maltański był na sztywno powiązany z funtem szterlingiem. Następnie oparto kurs funta maltańskiego o koszyk walutowy, a sama waluta uległa decymalizacji, czyli została oparta na systemie dziesiętnym (1 funt maltański = 100 centów = 1000 milów). Na różnych etapach swojego istnienia bank bywał również odpowiedzialny za zarządzanie rezerwami finansowymi państwa zdeponowanymi w bankach zagranicznych i nadzór nad wymianą walut. Przez kilka lat posiadał również monopol na sprowadzanie walut obcych na terytorium Malty dla sektora publicznego i innych banków. W 1970 osobna ustawa ustanowiła Centralny Bank Malty nadzorcą systemu finansowego, a w 1990 roku także organem nadzorczym dla Maltańskiej Giełdy.
W maju 2004, po wstąpieniu przez ten kraj do Unii Europejskiej bank stał się częścią Europejskiego Systemu Banków Centralnych jako m.in. główny emitent funta maltańskiego. W 2008 Malta przyjęła euro i bank stał się częścią Eurosystemu.